# Bayapo Ndori
Bayapo Ndori (20 de junho de 1999) é um atleta botsuano, medalhista olímpico.
Nos Jogos Olímpicos de Verão de 2020, conquistou a medalha de bronze na prova de revezamento 4x400 metros masculino com o tempo de 2:57.27 minutos, ao lado de Isaac Makwala, Baboloki Thebe e Zibane Ngozi.